# Knutange
Knutange é uma comuna francesa na região administrativa de Grande Leste, no departamento de Mosela. Estende-se por uma área de 2,43 km². Em 2010 a comuna tinha 3 254 habitantes (densidade: 1 339,1 hab./km²).